# Росс, Джон (кёрлингист)
Джон Л. Росс (англ. John L. Ross; род. 1937, Онтарио) — канадский кёрлингист.
В составе мужской сборной Канады бронзовый призёр чемпионата мира 1967. Чемпион Канады среди мужчин (1967).
Играл на позиции третьего.

## Достижения
- Чемпионат мира по кёрлингу среди мужчин: бронза (1967).
- Чемпионат Канады по кёрлингу среди мужчин: золото (1967).

## Команды
| Сезон   | Четвёртый    | Третий    | Второй       | Первый    | Турниры           |
| ------- | ------------ | --------- | ------------ | --------- | ----------------- |
| 1966—67 | Альф Филлипс | Джон Росс | Рон Мэннинг  | Кит Райли | ЧК 1967 · ЧМ 1967 |
| 2003—04 | Tom Cushing  | Джон Росс | Альф Филлипс | Gary Fenn | [ 2 ]             |

(скипы выделены полужирным шрифтом)